# Segnitz
Segnitz település Németországban, azon belül Bajorországban. Lakosainak száma 819 fő (2023. december 31.).

## Népesség
A település népessége az elmúlt években az alábbi módon változott:
| Lakosok száma | 737  | 904  | 914  | 877  | 846  | 857  | 810  | 832  | 806  | 819  |
|               | 1875 | 1950 | 1975 | 1987 | 2012 | 2014 | 2016 | 2017 | 2021 | 2023 |